# Коллинз, Джон (баскетболист)
Джон Коллинз (англ. John Collins, род. 23 сентября 1997 года) — американский профессиональный баскетболист, выступающий за клуб Национальной баскетбольной ассоциации «Юта Джаз». До прихода в НБА играл за баскетбольную команду Университета Уэйк-Форест. Был выбран «Хокс» на драфте НБА 2017 года под общим 19 номером.

## Ранние годы
Коллинз родился в Лейтоне (штат Юта), учился в старшей школе Кардинала Ньюмана в Уэст-Палм-Бич (штат Флорида). По окончании обучения поступил в Университет Уэйк-Форест. В своём дебютном сезоне за университет он вышел в стартовом составе во всех 31 играх сезона. Уже в следующем году он по итогам чемпионата стал самым результативным игроком своей команды и был включён в первую сборную всех звёзд конференции ACC. В межсезонье Джон решил не продолжать обучение и выставить свою кандидатуру на драфт НБА.

## Профессиональная карьера

### Атланта Хокс (2017—2023)
22 июня 2017 года Коллинз был выбран на драфте НБА 2017 года в первом раунде под общим 19 номером клубом «Атланта Хокс» и уже 1 июля он подписал свой первый профессиональный контракт. Джон принял участие в Летней лиге НБА, где был включён в первую сборную турнира. В октябре 2017 года он дебютировал в чемпионате НБА и уже в третьей игре сделал свой первый дабл-дабл. В ноябре в связи с травмой основного тяжёлого форварда команды Люка Бэббитта Коллинз получил шанс поиграть в стартовом составе, однако 30 ноября он сам травмировал плечо и выбыл из ротации на две недели. К началу февраля «Хокс» потеряли все шансы на выход в плей-офф и тренер команды стал чаще заигрывать молодого нападающего и в конце сезона Джон постоянно стал выходить в стартовом составе. По итогам сезона средняя результативность Коллинза составила 10,5 очка за игру, он делал 7,3 подбора и сделал 11 дабл-даблов. 22 мая 2018 года он был включён во вторую сборную новичков НБА.
6 августа 2021 года «Атланта» подписала новый пятилетний контракт с Коллинсом на сумму 125 млн долларов.

### Юта Джаз (2023—настоящее время)
7 июля 2023 года Джон Коллинз был обменян в «Юта Джаз» на Руди Гея и драфт-пик второго раунда.

## Статистика

### Статистика в НБА
| Сезон                                                                                    | Команда | Регулярный сезон | Регулярный сезон | Регулярный сезон | Регулярный сезон | Регулярный сезон | Регулярный сезон | Регулярный сезон | Регулярный сезон | Регулярный сезон | Регулярный сезон | Регулярный сезон | Серия плей-офф | Серия плей-офф | Серия плей-офф | Серия плей-офф | Серия плей-офф | Серия плей-офф | Серия плей-офф | Серия плей-офф | Серия плей-офф | Серия плей-офф | Серия плей-офф |
| Сезон                                                                                    | Команда | GP               | GS               | MPG              | FG%              | 3P%              | FT%              | RPG              | APG              | SPG              | BPG              | PPG              | GP             | GS             | MPG            | FG%            | 3P%            | FT%            | RPG            | APG            | SPG            | BPG            | PPG            |
| ---------------------------------------------------------------------------------------- | ------- | ---------------- | ---------------- | ---------------- | ---------------- | ---------------- | ---------------- | ---------------- | ---------------- | ---------------- | ---------------- | ---------------- | -------------- | -------------- | -------------- | -------------- | -------------- | -------------- | -------------- | -------------- | -------------- | -------------- | -------------- |
| 2017/18                                                                                  | Атланта | 74               | 26               | 24,1             | 57,6             | 34,0             | 71,5             | 7,3              | 1,3              | 0,6              | 1,1              | 10,5             | Не участвовал  | Не участвовал  | Не участвовал  | Не участвовал  | Не участвовал  | Не участвовал  | Не участвовал  | Не участвовал  | Не участвовал  | Не участвовал  | Не участвовал  |
| 2018/19                                                                                  | Атланта | 61               | 59               | 30,0             | 56,0             | 34,8             | 76,3             | 9,8              | 2,0              | 0,4              | 0,6              | 19,5             | Не участвовал  | Не участвовал  | Не участвовал  | Не участвовал  | Не участвовал  | Не участвовал  | Не участвовал  | Не участвовал  | Не участвовал  | Не участвовал  | Не участвовал  |
| 2019/20                                                                                  | Атланта | 41               | 41               | 33,2             | 58,3             | 40,1             | 80,0             | 10,1             | 1,5              | 0,8              | 1,6              | 21,6             | Не участвовал  | Не участвовал  | Не участвовал  | Не участвовал  | Не участвовал  | Не участвовал  | Не участвовал  | Не участвовал  | Не участвовал  | Не участвовал  | Не участвовал  |
| 2020/21                                                                                  | Атланта | 63               | 63               | 29,3             | 55,6             | 39,9             | 83,3             | 7,4              | 1,2              | 0,5              | 1,0              | 17,6             | 18             | 18             | 32,0           | 54,9           | 35,7           | 83,3           | 8,7            | 0,9            | 0,4            | 0,6            | 13,9           |
| 2021/22                                                                                  | Атланта | 54               | 53               | 30,8             | 52,6             | 36,4             | 79,3             | 7,8              | 1,8              | 0,6              | 1,0              | 16,2             | 5              | 4              | 24,4           | 48,7           | 36,4           | 50,0           | 4,6            | 1,2            | 0,4            | 0,2            | 9,4            |
| 2022/23                                                                                  | Атланта | 71               | 71               | 30,0             | 50,8             | 29,2             | 80,3             | 6,5              | 1,2              | 0,6              | 1,0              | 13,1             | 6              | 6              | 27,3           | 43,3           | 34,4           | 83,3           | 4,3            | 0,8            | 0,3            | 1,0            | 11,3           |
| 2023/24                                                                                  | Юта     | 68               | 66               | 28,0             | 53,2             | 37,1             | 79,5             | 8,5              | 1,1              | 0,6              | 0,9              | 15,1             | Не участвовал  | Не участвовал  | Не участвовал  | Не участвовал  | Не участвовал  | Не участвовал  | Не участвовал  | Не участвовал  | Не участвовал  | Не участвовал  | Не участвовал  |
| 2024/25                                                                                  | Юта     | 40               | 31               | 30,5             | 52,7             | 39,9             | 84,8             | 8,2              | 2,0              | 1,0              | 1,0              | 19,0             | Не участвовал  | Не участвовал  | Не участвовал  | Не участвовал  | Не участвовал  | Не участвовал  | Не участвовал  | Не участвовал  | Не участвовал  | Не участвовал  | Не участвовал  |
|                                                                                          | Всего   | 472              | 410              | 29,1             | 54,6             | 36,3             | 79,2             | 8,1              | 1,5              | 0,6              | 1,0              | 16,0             | 29             | 28             | 29,7           | 51,6           | 35,4           | 76,9           | 7,1            | 0,9            | 0,4            | 0,6            | 12,6           |
| Наведите курсор мыши на аббревиатуры в заголовке таблицы, чтобы прочесть их расшифровку. |         |                  |                  |                  |                  |                  |                  |                  |                  |                  |                  |                  |                |                |                |                |                |                |                |                |                |                |                |

### Статистика в NCAA
| Сезон | Команда     | Conf  | Class | GP | GS | MPG  | FG%  | 3P% | FT%  | RPG | APG | SPG | BPG | PPG  |
| --- | ----------- | ----- | ----- | -- | -- | ---- | ---- | --- | ---- | --- | --- | --- | --- | ---- |
| 2015/16 | Уэйк-Форест | ACC   | FR    | 31 | 1  | 14,4 | 54,7 | -   | 69,1 | 3,9 | 0,2 | 0,3 | 0,7 | 7,3  |
| 2016/17 | Уэйк-Форест | ACC   | SO    | 33 | 33 | 26,6 | 62,2 | 0,0 | 74,5 | 9,8 | 0,5 | 0,6 | 1,6 | 19,2 |
| Всего | Всего       | Всего | Всего | 64 | 34 | 20,7 | 60,1 | 0,0 | 72,9 | 7,0 | 0,4 | 0,5 | 1,2 | 13,4 |
| Наведите курсор мыши на аббревиатуры в заголовке таблицы, чтобы прочесть их расшифровку Статистика приведена с сайта sports-reference.com |             |       |       |    |    |      |      |     |      |     |     |     |     |      |